# 埃爾孔戈
埃爾孔戈（西班牙語：El Congo），是薩爾瓦多的城鎮，位於該國西北部，由聖安娜省負責管轄，面積91.43平方公里，海拔高度823米，2007年人口24,219，人口密度每平方公里264.89人。
13°55′N 89°30′W / 13.917°N 89.500°W